# دينيسي نويل
دينيسي نويل (بالفرنسية: Denise Noël )‏ (و. 1922 – 2003 م) هي ممثلة، من فرنسا، ولدت في سان دوني، توفيت عن عمر يناهز 81 عاماً.

## مناصب
تولت منصب شريك في المسرح الوطني الفرنسي ‏.

## وصلات خارجية
- دينيسي نويل على موقع IMDb (الإنجليزية)
- دينيسي نويل على موقع قاعدة بيانات الأفلام السويدية (السويدية)
- دينيسي نويل على موقع قاعدة بيانات الفيلم (الإنجليزية)
- دينيسي نويل على موقع كينوبويسك (الروسية)